# Prestatie
Een prestatie is het volbrengen van een gesteld doel of verplichting. Het begrip prestatie wordt in verschillende contexten gebruikt, onder andere in de psychologie, de sport, de economie, het bedrijfsleven, bepaalde beroepen, het onderwijs en als algemene juridische term voor bijvoorbeeld het leveren van een zaak of dienst of het betalen van een geldbedrag. De beste prestatie op een bepaald gebied wordt wel een record genoemd. In de economie refereert 'prestatie' vooral aan het produceren van een dienst of goed.

## Meetmethoden
Om de prestaties binnen een onderneming te analyseren maakt men gebruik van Key performance indicators (KPI's). Dit zijn variabelen die de managementdoelstellingen uitdrukken in meetbare waarden. Voor de sport zijn meetmethoden ontwikkeld om de geleverde prestaties zeer nauwkeurig te kunnen meten. In het onderwijs worden de leerprestaties gemeten door middel van toetsen (proefwerk), tentamens en examens.

## Psychologie
In de gedragswetenschappen wordt prestatie meestal gekoppeld aan motivatie, dat wil zeggen, de impliciete of expliciete wil om een bepaald doel te bereiken. Daartoe is een aantal theorieën ontwikkeld, zoals de goal achievement theory van Harackiewicz en collega's (2002), expectancy-value theory van Carver & Scheier en self-efficacy theory van Albert Bandura.
Bij een te hoge prestatiedruk kan men faalangst ontwikkelen.